# Marcapatastekelstaart
De marcapatastekelstaart (Cranioleuca marcapatae) is een zangvogel uit de familie Furnariidae (ovenvogels). De vogel werd in 1935 door de Amerikaanse vogelkundige John Todd Zimmer geldig beschreven. Het is een onopvallende endemische bosvogel in Peru.

## Kenmerken
De vogel is 14,5 tot 16 cm lang. De vogel is van boven bruin en heeft (zoals alle stekelstaarten) puntige staartveren. De kruin is roestbruin met daaronder een smalle donkere wenkbrauwstreep en een lichte oogstreep. De borst en buik zijn egaal licht grijsbruin.

## Verspreiding en leefgebied
Deze soort komt voor in zuidoostelijk Peru in een zeer beperkt gebied op hoogten tussen de 2300 en 3600 meter boven zeeniveau in het  Marcapatagebergte in het district Marcapata in de provincie Quispicanchi in Peru. De leefgebieden liggen in bosgebieden met een rijke ondergroei aan de rand van de boomgrens (elfin forest).

## Status
De grootte van de populatie is niet gekwantificeerd maar de soort wordt omschreven als schaars tot vrij algemeen. Op de Rode lijst van de IUCN heeft deze soort de status niet bedreigd.